# Chevrolet Fleetline

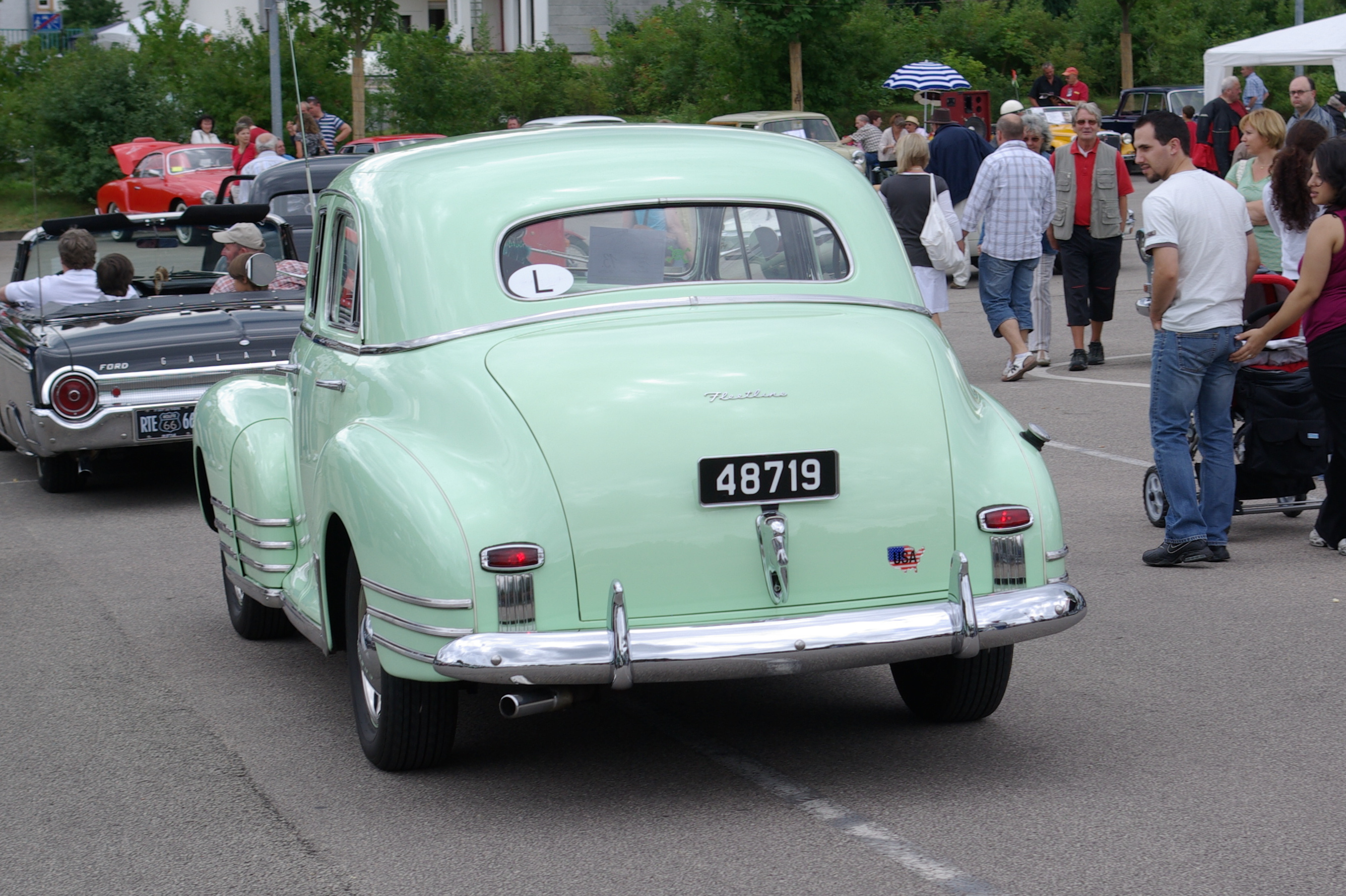
Vista trasera

El Chevrolet Fleetline es un modelo de automóvil producido por el fabricante estadounidense Chevrolet de 1942 y 1952. Comparte el frontal de la serie Styleline Deluxe, pero la parte trasera de la carrocería es de estilo Fastback. Al igual que el resto de los modelos Chevrolet de esos años, montaba motores de 216 pulgadas cúbicas en versión de transmisión mecánica, a partir de 1949 de 235 pulgadas cúbicas en su versión de transmisión automática llamada Power-Glide que no era más que un convertidor de par de dos velocidades, todos fueron caja manual.
En su modelo inicial de 1941 el automóvil era un sedán de cuatro puertas, pero en 1942 evoluciona hacia un sedán de dos puertas con asientos abatibles.[cita requerida]